# Kosilek
João Kosilek Júnior, ou Kosilek (São Paulo, 3 de abril de 1944 — Jandaia do Sul, 15 de fevereiro de 2005), foi um futebolista brasileiro.
Atuando como meia-atacante, Kosilek foi jogador do Vasco da Gama, Internacional de Porto Alegre, Corinthians e Coritiba Foot Ball Club, entre outros. No Coritiba, foi campeão estadual, fazendok dupla com o jogador Dirceu Krüger e ficando conhecidos como a "dupla KK". 
Quando foi comprado pelos dirigentes do Vasco, que visitaram Curitiba para levar Dirceu Krüger, pagaram 200 mil cruzeiros por seu passe, pois o Coritiba pediu 400 mil cruzeiros por Krüger, muito caro para o clube carioca.
Após se aposentar para o futebol, trabalhou, até o seu falecimento, como comentarista esportivo em rádios do interior do Paraná.